# Jacob Leonard Allmacher
Jacob Leonard Allmacher, född 1686, död 1741, var en svensk handelsman och politiker.

## Biografi
Allmacher föddes 1686. Han var son till apotekaren Jacob Leonard Allmacher den äldre och Eleonora Daurer. Allmacher arbetade som handelsman i Stockholm och var riksdagsledamot för borgarståndet i Stockholms stad vid riksdagen 1734. Han avled 1741.

### Familj
Allmacher var gift med Katarina Maria Hilcken.